# جيوفري راش

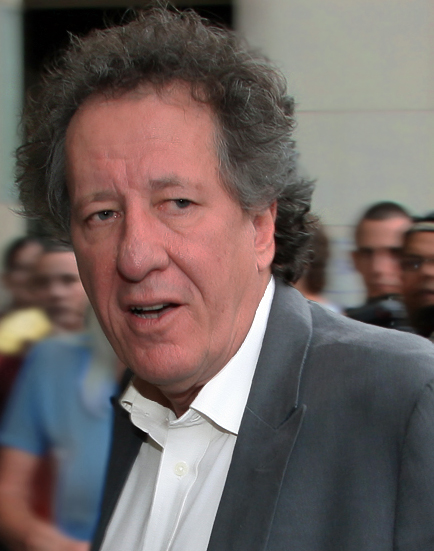
جيوفري راش

جيوفري روي راش جيفري راش، جيوفري رش (بالإنكليزية: Geoffrey Roy Rush) مُمثل أُسترالي وُلد في 6 يوليو 1951. حائز على جائزة أوسكار وجائزة إيمي. يُعتبر أول ممثل أسترالي المولد يحصل على جائزة الأوسكار لأفضل ممثل عن دوره في فيلم Shine، ظهر في العديد من الأفلام منها شكسبير في الحب وميونخ وخطاب الملك.

## نشأته
وُلد راش في توومبا، كوينزلاند، وهو نجل ميرل (بيشوف)، مساعد مبيعات في أحد المتاجر، وروي بادن راش، محاسبة في سلاح الجو الملكي الأسترالي. كان والده من أصول إنجليزية وأيرلندية واسكتلندية، وكانت والدته من أصل ألماني. انفصل والداه عندما كان عمره خمس سنوات، وأخذته والدته في وقت لاحق للعيش مع والديها في ضاحية بريزبان. قبل أن يبدأ مسيرته في التمثيل، التحق راش بمدرسة إفرتون بارك الثانوية الحكومية، وتخرج في جامعة كوينزلاند بدرجة البكالوريوس في الفنون. في أثناء وجوده في الجامعة، اكتشفت موهبَته شركةُ كوينزلاند للمسرح في بريزبان. بدأ راش مسيرته المهنية في الشركة ذاتها في عام 1971، حيث ظهر في 17 إنتاجًا.
في عام 1975، ذهب راش إلى باريس لمدة عامين، ودرس التمثيل الصامت والحركة والمسرح في مدرسة جاك ليكو العالمية للمسرح، قبل أن يعود لاستئناف مسيرته المهنية مع شركة كوينزلاند للمسرح. في عام 1979، تشارك شقةً مع الممثل ميل غيبسون لمدة أربعة أشهر في أثناء مشاركتهما في بطولة مسرحية ويتينغ فور غودو (في انتظار غودو).

## المهنة المسرحية
ظهر راش في المسرح لأول مرة في إنتاج شركة كوينزلاند للمسرح لمسرحية جانب خاطئ من القمر. عمل مع شركة شركة كوينزلاند للمسرح مدة أربع سنوات، حيث ظهر في أدوار تتراوح بين المسرحيات الكلاسيكية والبانتوميم، من جونو آند ذا بيكوك إلى هاملت أون آيس. بعد ذلك، غادر راش إلى باريس حيث درس أكثر.
تشمل مشاركات راش التمثيلية مسرحيات وليام شكسبير ذا وينترز تيل (حكاية الشتاء) (مع شركة المسرح الحكومية في جنوب أستراليا في عام 1987 في دار المسرح في أديلايد) وترويلوس آند كريسيدا (في مبنى المتحف القديم في عام 1989). ظهر أيضًا في العمل الذي أنتجه أوسكار وايلد ذي إمبورتانس أوف بيينغ إرنست بدور جون وورثينغ (إرنست) (والذي ظهرت فيه زوجته، جين مينيلوس، بدور غويندولين).
في عام 1994، لعب راش دور هوراشيو في إنتاج هاملت، إلى جانب ريتشارد روكسبيرج، وجاكلين ماكينزي، وديفيد وينهام، من إنتاج الشركة بي B في مسرح شارع بيلفوار في سيدني.

## الترشيحات والجوائز
| السنة | الجائزة            | الفئة                  | الفيلم                              | النتيجة |
| ----- | ------------------ | ---------------------- | ----------------------------------- | ------- |
| 1996  | جائزة الأوسكار     | أفضل ممثل              | تألق                                | فوز     |
| 1998  | جائزة الأوسكار     | أفضل ممثل مساعد        | شكسبير عاشقا                        | رُشِّح     |
| 2000  | جائزة الأوسكار     | أفضل ممثل              | الريشات                             | رُشِّح     |
| 2010  | جائزة الأوسكار     | أفضل ممثل مساعد        | خطاب الملك                          | رُشِّح     |
| 1996  | جائزة الغولدن غلوب | أفضل ممثل - فيلم دراما | تألق                                | فوز     |
| 1998  | جائزة الغولدن غلوب | أفضل ممثل مساعد - فيلم | شكسبير عاشقا                        | رُشِّح     |
| 2000  | جائزة الغولدن غلوب | أفضل ممثل - فيلم دراما | الريشات                             | رُشِّح     |
| 2004  | جائزة الغولدن غلوب | ممثل                   | The Life and Death of Peter Sellers | فوز     |
| 2010  | جائزة الغولدن غلوب | أفضل ممثل مساعد - فيلم | خطاب الملك                          | رُشِّح     |
| 2017  | جائزة الغولدن غلوب | ممثل                   | العبقري                             | رُشِّح     |

## روابط خارجية
- جيوفري راش على موقع IMDb (الإنجليزية)
- جيوفري راش على موقع الموسوعة البريطانية (الإنجليزية)
- جيوفري راش على موقع روتن توميتوز (الإنجليزية)
- جيوفري راش على موقع مونزينجر (الألمانية)
- جيوفري راش على موقع قاعدة بيانات الأفلام العربية
- جيوفري راش على موقع ألو سيني (الفرنسية)
- جيوفري راش على موقع ميوزك برينز (الإنجليزية)
- جيوفري راش على موقع تيرنر كلاسيك موفيز (الإنجليزية)
- جيوفري راش على موقع أول موفي (الإنجليزية)
- جيوفري راش على موقع بوكس أوفيس موجو (الإنجليزية)